# Dornier Do N
Die Dornier Do N war ein zweimotoriges militärisches Landflugzeug, das 1926 von der Dornier Metallbauten GmbH in Friedrichshafen konstruiert und in Japan bei der Kawasaki Dockyard Company in Kōbe mit der Firmenbezeichnung Ka 87 für das japanische Heer in Lizenz gebaut wurde. Der Erstflug fand am 19. Februar 1926 statt. 28 Flugzeuge wurden insgesamt gebaut und als Heerestyp 87 schwerer Bomber oder Heerestyp 87 Nachtbomber von der Heeresluftwaffe verwendet. Ein kleines Team von Dornier-Mitarbeitern und zeitweise auch Claude Dornier selbst waren für die Weiterentwicklung in Japan.

## Geschichte
Anfang 1924 begannen bei Dornier die Planungen für eine Landversion des erfolgreichen „Wal“-Konzepts. Ins Auge gefasst wurden eine zivile (Do F) und eine militärische Version (Do N). Es entstand aus der Wal-Zelle ein deutlich größeres und schwereres Flugzeug, das sich zwar in der Grundauslegung an die Wal anlehnte, aber dennoch in vielen Details neu durchkonstruiert wurde. So wurden Querstufe, gekielter Bootsboden und Flossenstummeln des Wals entfernt und ein Landfahrgestell vorgesehen. Gegenüber dem Wal erhöhte sich die Leermasse von 3,5 t auf 4,2 bis 4,3 t.
Als Antrieb waren entweder zwei Zwölfzylinder-V-Motoren Rolls-Royce Condor III oder zwei Zwölfzylinder-W-Motoren Napier Lion V eingebaut. Als Alternative kam später noch der BMW VI hinzu. Dornier bearbeitete den zivilen Entwurf (Werknummer 60) anscheinend zuerst, wodurch sich der niedrigere Typbuchstabe „F“ erklären ließe. Im Laufe des Jahres 1924 dürfte dann – auf Drängen Japans nach schnellstmöglicher Beschaffung eines zweimotorigen Bombers – die Arbeiten an dieser Maschine als Do N weitergeführt worden sein. Nach Japan lieferte man die für den Bau notwendigen Rohmaterialien, Profile und sonstige Einzelteile, die Triebwerke wollte Kawasaki selbst beschaffen. Dornier stellte auch Einweisungs- sowie Beraterpersonal bereit, auch Dornier selbst stand beratend bei und hielt zusätzlich Vorlesungen an der Universität über den Ganzmetallflugzeugbau. 1925 wurden die Teile nach Japan verschifft, wo die Maschine fertiggestellt wurde und im Februar 1926 ihren Erstflug absolvierte. Nach einer kurzen Flugerprobung konnte schon nach drei Tagen das Flugzeug von japanischer Seite abgenommen werden. Für die japanische Heeresluftwaffe wurden anschließend weitere 27 Exemplare unter der Leitung von Richard Vogt mit in japanischer Lizenz gebauten BMW-VI-Triebwerken hergestellt.
In Deutschland hatte Dornier zwischenzeitlich die Do F nochmals stark überarbeitet, wodurch sich Abmessungen und Gewicht gegenüber dem Wal nochmal deutlich erhöhten. Die zweigeteilte Kabine sollte Platz für 18 Passagiere bieten. Um die Maschine im deutschen Luftverkehr betreiben zu können, reichte Dornier im August 1925 einen Antrag auf Einstufung der Do F als Zivilflugzeug beim Interalliierten Luftfahrt-Garantiekomitee (ILGK) ein. Am 29. September 1925 lehnte das ILGK diesen Antrag jedoch ab und klassifizierte die Do F als Militärflugzeug. Die Konstruktionsarbeiten wurden jedoch fortgeführt. Insgesamt war der Bau von sechs Exemplaren geplant, jedoch erreichte nur eine Maschine vor Einstellung der Arbeiten ein nennenswertes Baustadium. Gründe für den Abbruch sind nicht bekannt.

## Konstruktion

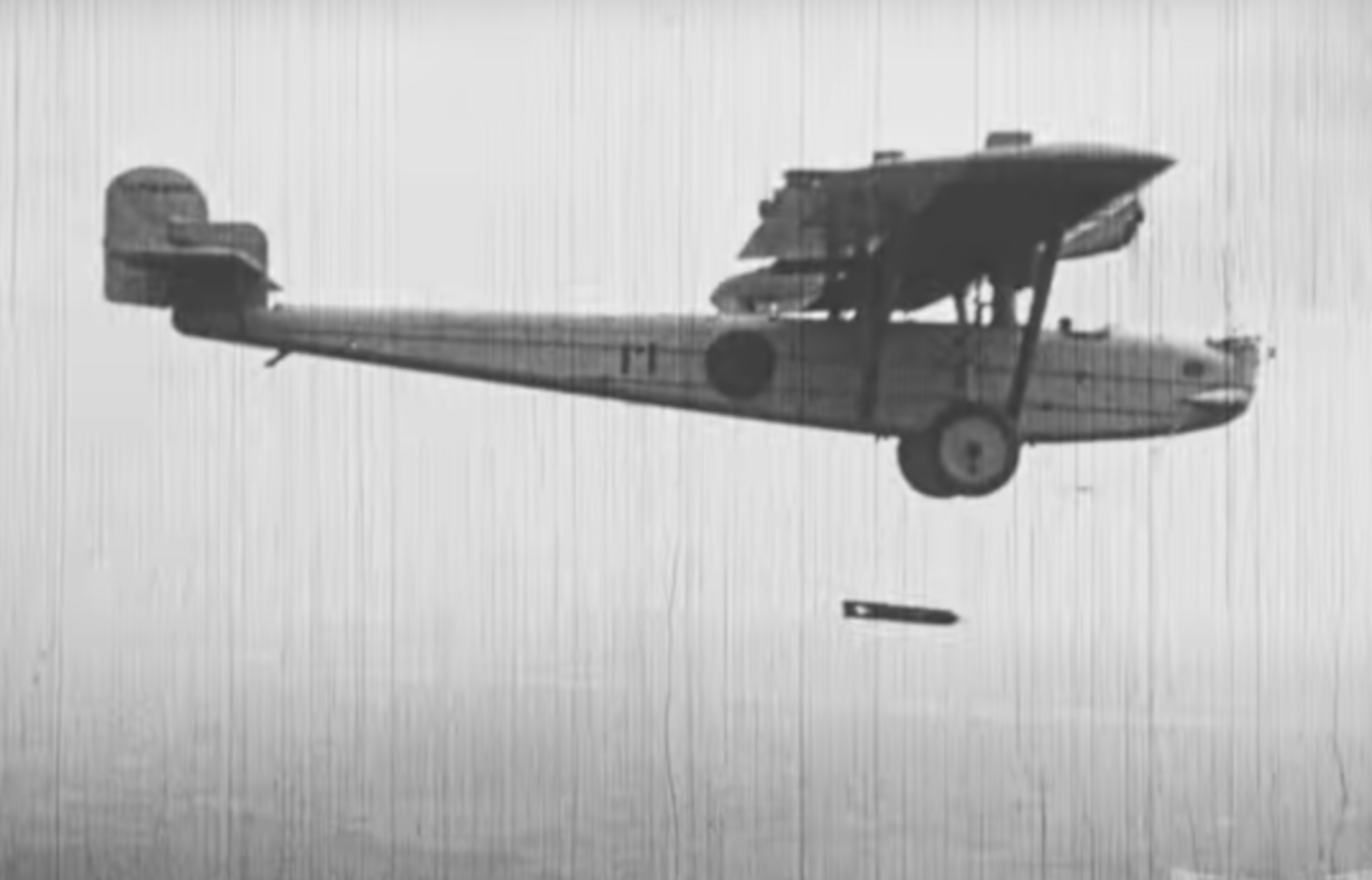
Kawasaki Typ 87 Bomber der japanischen Heeresluftwaffe beim Abwurf einer Bombe während einer Übung 1935

Das Tragwerk der Do.N besaß im Gegensatz zur Stoffbespannung des Wal eine Dural-Beplankung. Das Hauptfahrwerk bestand aus zwei großen einzeln aufgehängten Rädern, die eine damals übliche Gummifederung besaßen. Die zwei Triebwerke waren in Tandemanordnung auf dem Tragwerk angebracht und wirkten auf große Vierblatt-Propeller.
Der Ganzmetallrumpf hatte vorne einen MG-Bugstand, nach dem Führerraum folgte der Tankraum mit den Treibstoffbehältern. Auf dem Rumpfrücken befand sich dahinter ein weiterer MG-Stand. Ein ursprünglich noch an der Rumpfunterseite vorgesehener Bodenstand wurde wahrscheinlich nicht realisiert. Die Bombenzuladung von 500 bis 1000 kg wurde an der Außenseite mitgeführt.

## Technische Daten
| Kenngröße                            | Do F                                                      | Do N |
| ------------------------------------ | --------------------------------------------------------- | --- |
| Länge                                | 19,85 m                                                   | 18,0 m |
| Höhe                                 | 6,15 m                                                    | 6,5 m |
| Spannweite                           | 28,50 m                                                   | 26,8 m |
| Flügelfläche                         | 143 m²                                                    | 121,0 m² |
| Flügelstreckung                      | 5,7                                                       | 5,9 |
| Leermasse                            | 5100 kg                                                   | 4200 kg |
| max. Startmasse                      | 8350 kg                                                   | 6500 kg |
| Höchstgeschwindigkeit (in Bodennähe) | 175 km/h                                                  | 180 km/h |
| Reisegeschwindigkeit (in Bodennähe)  |                                                           | 140 km/h |
| Steigzeit auf 3000 m                 |                                                           | 40 min |
| Gipfelhöhe                           | 5000 m                                                    | |
| Flugdauer                            | 6 h                                                       | |
| Triebwerke                           | 2 × Rolls-Royce Condor III mit je 650/720 PS (478/530 kW) | 2 × BMW VI mit je 450/650 PS (331/441 kW)                                                                           |
| Bewaffnung                           | keine                                                     | 3 - 5 Vickers-Typ 7,7-mm-Maschinengewehre, später 3 - 5 Typ 89 7,7-mm-Maschinengewehre Modell 1, bis 1000 kg Bomben |